# Vin jaune

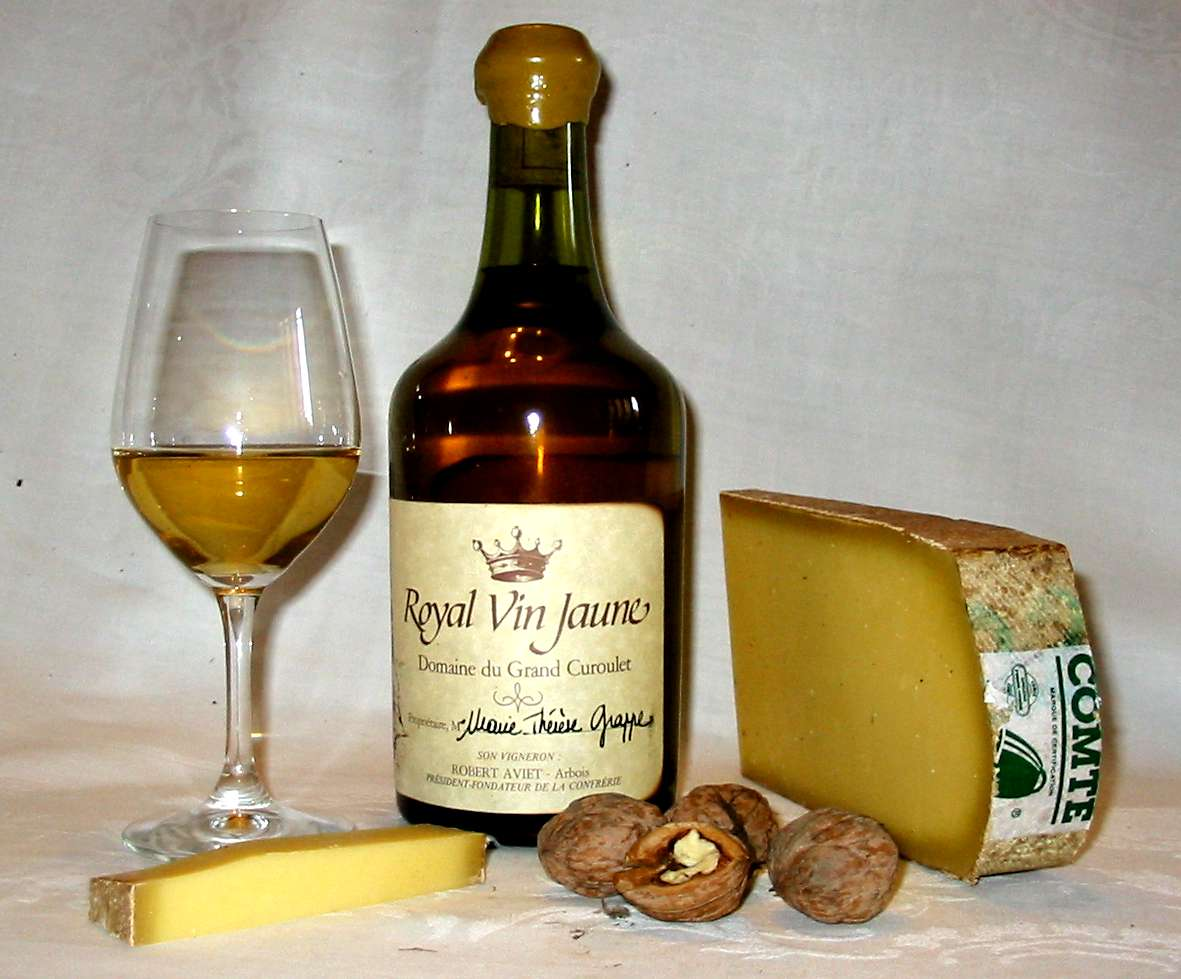
De clavelin.

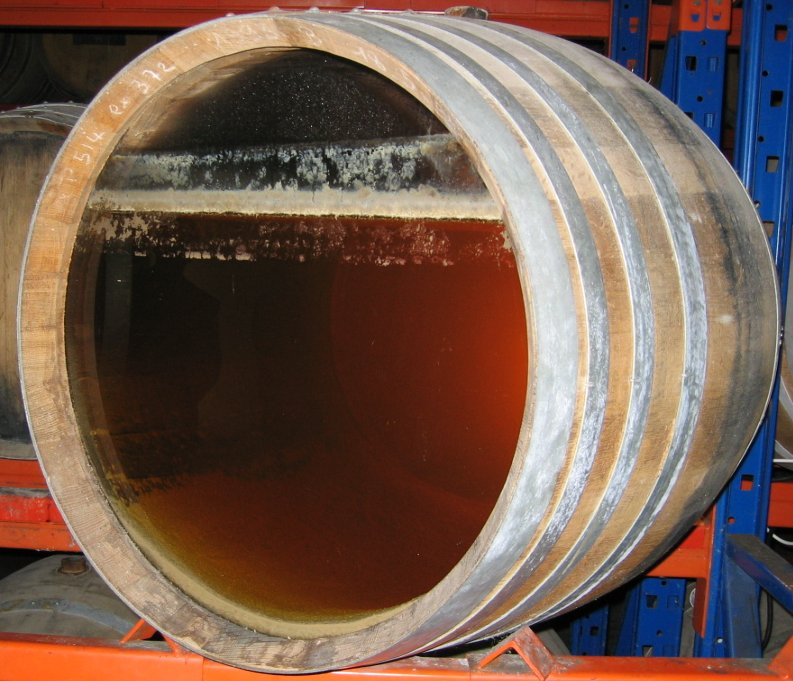
De vin jaune in het vat. Door het glas is de voile goed te zien.

Vin jaune (Frans voor "gele wijn") is een specialiteit uit de Jura in Frankrijk. Deze wijn wordt sinds de 18e eeuw gemaakt van de savagnin, een druivenras dat buiten de Jura weinig wordt verbouwd. De druiven worden laat in het seizoen geplukt.
De late oogst betekent in de soms gure Jura een groot risico voor de wijnboer. De oogst is na slecht weer veel kleiner dan in de jaren met een zonnige herfst. Ook de phylloxera heeft de Jura zeer zwaar getroffen; van de 18600 hectare wijngaarden in 1836 werden na de epidemie slechts 600 hectare opnieuw beplant.
Het voorgeschreven rendement van de wijngaarden met savagnin is slechts 30 hectoliter per hectare. Zwavelen van de wijn – "sulfitage" – is toegestaan maar kan in goede wijnjaren achterwege blijven. 
De vinificatie van de savagnin tot vin jaune is bijzonder en doet aan die van sherry denken. De wijn rijpt na de eerste alcoholische gisting en de malolactische gisting in het voorjaar na de oogst ongeveer zes jaar in barriques. Dat zijn notenhouten vaten van ongeveer 225 liter. De duigen waarvan deze vaten zijn gemaakt, worden gebrand om ze in de gewenste vorm te kunnen buigen. De geschroeide duigen bevatten verbrande suikers en geven extra smaak aan een wijn. De wijnboer laat toe dat in de kelders een deel van de wijn verdampt. Na een tijdje komt er dan een laagje gist, in Spanje de "flor" genoemd en in de Jura "voile", bovendrijven. Hierdoor komt er geen zuurstof bij de wijn terwijl de gistcellen alle suikers in de wijn kunnen opnemen om in alcohol en koolzuur te veranderen. De flor bestaat onder andere uit azijnbacteriën die zuurstof en alcohol met elkaar verbindt. Contact met azijnvormende bacteriën maakt de meeste wijnen ondrinkbaar, maar de vin jaune ontwikkelt zich in de jaren op fust tot een zeer droge wijn met een gele kleur en een bijzonder rijke neus.. 
De vaten worden niet alleen in de kelders, maar merkwaardigerwijs ook op zolders bewaard. Een techniek die de vin jaune deelt met de madeira. Door de rijpende wijn afwisselend in een "cave à jaune" of "cave sous les toits" en een echte kelder te bewaren stelt men de wijn opzettelijk bloot aan grote temperatuurverschillen. Iets dat bij andere wijnen juist vermeden wordt.   
De aanbouw, oogst en vinificatie zijn moeizaam en arbeidsintensief. Er wordt dan ook niet meer dan 6500 hectoliter witte wijn – waaronder vin jaune – verkocht onder het Appellation d'Origine Contrôlée Côtes du Jura.
De wijnboer verliest in de voorgeschreven 6 jaar en 3 maanden dat de vin jaune op fust rijpt 38% van zijn wijn door verdamping. De op deze wijze verloren gegane wijn wordt "part des anges" genoemd. Daarom wordt de wijn gebotteld in een fles van 62 centiliter. Deze fles – de clavelin – laat ook de consument zien hoeveel wijn tijdens de bereiding verloren is gegaan.  
Vin jaune kan zeer lang rijpen. Sommige flessen van 50 en zelfs 100 jaar oud kunnen, wanneer de kurk goed is gebleven, nog worden gedronken. De wijn mag dan wel na 6 jaar en 3 maanden worden gebotteld en verkocht, wijnkenners laten de wijn dan nog in hun kelder rijpen omdat de vin jaune eigenlijk niet binnen 10 jaar na botteling gedronken moet worden. Dit betekent dat een fles vin jaune pas 16 of 17 jaar na de oogst wordt ontkurkt. Een bekende vin jaune is de Château-Chalon AOC.

## Geschiedenis
Vin jaune was tot de Franse Revolutie het monopolie van de bénédictijnen die rond Château-Chalon de savagnin verbouwden. Na de revolutie werd de druivenstok ook in andere gemeenten in de Jura aangeplant. Over de herkomst van de druif en de periode waarin voor het eerst de vin jaune zoals wij die kennen werd gemaakt is veel onduidelijkheid.
De wijn wordt ook wel "Vin des Rois" genoemd, omdat deze werd gedronken door gekroonde hoofden waaronder Frans I, Hendrik IV, Lodewijk XI, alsmede de laatste Russische tsaar Nicolaas II . Koningin Juliana der Nederlanden dronk een glas Vin Jaune ter gelegenheid van haar inhuldiging.